# George O'Malley
George O'Malley est un personnage de fiction de la série Grey's Anatomy, interprété par T.R. Knight

## Épisodes notables
Ces épisodes sont centrés sur George ou sont par ailleurs très instructifs sur sa vie.
- Le Karma (2x19)
- Sexe, concurrence et charité (3x13)
- Paroles, paroles (4x03)
- Ne me quitte pas (5x24)
- L'Un part… (6x01)
- Le Cœur dans la boîte (8x08)

## Histoire du personnage
Le personnage de George O'Malley apparaît dans 104 épisodes de l'univers de Grey's Anatomy, chacune de ses apparitions se faisant dans la série mère.
Il est à noter qu'une de ses apparitions dans la série mère est une ancienne scène (inédite) modifiée et intégrée dans une scène d'un épisode de la saison 15, l'acteur n'étant même pas crédité.

### Saison 1
Surnommé « 007 permis de tuer » après avoir raté l'opération d'une appendicite, George pâtit de son manque de confiance en lui. À l'hôpital comme dans sa vie intime, il peine à s'affirmer. Il n'en reste pas moins un garçon attachant, dévoué aux autres, à commencer par ses colocataires, Izzie et Meredith. Secrètement amoureux de cette dernière, il réunit tout son courage pour lui déclarer sa flamme, en vain. 

### Saison 3
Il se marie, durant la saison 3, à Callie puis divorce après avoir eu une relation sexuelle avec Izzie.

### Saison 4
Il est le seul à ne pas avoir réussi son examen d'admission au poste de résident et reste donc interne durant la saison 4. Il va alors vivre avec Lexie dans un appartement délabré qu'elle décore avec des objets volés à l'hôpital.

### Saison 5
Mais dans la saison 5, il repasse son examen et l'obtient, avec l'aide et le soutien de Lexie, il devient donc un résident. Cependant, lorsque des internes lui sont attribués, il ne demande pas à avoir Lexie (qui rêve d'être un peu plus qu'amie avec lui). Elle se fâche et le traite donc d'idiot avant de partir et de refuser de lui parler. Finalement, ils vont redevenir amis. Elle ne lui dit rien pour la société secrète des internes. 
À la fin de la saison 5, George est victime d'un accident de bus en sauvant une jeune femme et est alors transféré au Seattle Grace Hospital. Méconnaissable à cause de l'accident, Meredith comprend que l'inconnu n'est autre qu'O'Malley en déchiffrant le code 007 (son surnom évoquant un « permis de tuer » ironique) qu'il lui dessine dans la paume de sa main. Meredith part donc en hurlant qu'il s'agissait de George, il est alors opéré d'urgence par les plus grands chirurgiens de l'hôpital. Malgré tous les efforts de Derek, George meurt. Callie, Izzie, Meredith et Miranda seront inconsolables.

### Saison 6
Les deux premiers épisodes de la saison 6 permettent à tous les personnages de la série de lui faire leurs adieux.

### Saison 8
Lors du huitième épisode de la saison 8, sa mère revient au Seattle Grace Hospital, c'est alors l'occasion pour les personnages de se souvenir de George. Tous en parlent alors avec beaucoup de tristesse. Bailey avoue alors qu'il était "son préféré", Meredith déclare qu'elle le regrette grandement et Callie attend le réveil de la mère d'O'Malley après sa chirurgie pour lui parler longuement. La principale surprise vient d'Alex : il annonce qu'il n'aime pas parler de George car cela lui rappelle Izzie qui est partie, mais il raconte également que pour lui O'Malley était le meilleur de leur promo, bien supérieur à chacun d'eux.

### Saison 15
Dans la saison 15, le fantôme de Georges apparaît aux côtés des fantômes de Mark, Derek, Lexie et Ellis alors qu'ils voient Meredith quitter l'hôpital après avoir soigné un patient dont la famille célèbre le jour des morts ( La fête des morts (15x06)).

### Saison 17
Dans la saison 17 le personnage de George O'Malley effectue son retour à travers un rêve de Meredith alors que celle-ci est inconsciente. Ils se retrouvent dans une plage et retracent quelques bons moments qu'ils ont vécus ensemble. Les personnages de Richard Webber et Miranda Bailey les rejoignent à la fin de l'épisode (17x04). 